# 번 애프터 리딩
《번 애프터 리딩》(Burn After Reading)은 조엘, 이선 코언이 감독, 제작, 각본을 맡은 2008년에 개봉한 블랙 코미디 영화이다. 조지 클루니, 프랜시스 맥도먼드, 존 말코비치, 틸다 스윈턴, 브래드 피트등이 출연하였다. 2008년 베네치아 국제 영화제 개막작으로 초청되어 첫 상영을 하였다.

## 줄거리
CIA 분석가였던 오스본 콕스는 술 문제로 좌천되자 회사를 그만두고 회고록을 쓰기로 한다. 아내 케이티는 남편에게 이혼을 통보하고 정부 고위직인 해리와 불륜을 지속한다. 케이티는 변호사의 지시에 따라 남편의 재정 기록과 개인 파일들을 전달하는데, 실수로 오스본의 회고록 초고가 담긴 CD도 함께 보낸다. 이 CD는 우연히 헬스클럽 직원인 채드와 린다의 손에 들어가고, 이들은 정부 기밀 정보가 담겼다고 오해한다.
린다의 성형 수술 자금 마련을 위해, 채드와 린다는 오스본을 협박해 돈을 뜯어내려 하지만 실패한다. 이후 러시아 대사관에 CD를 팔려 시도하지만, 그곳 직원은 사실 CIA 스파이였다. 한편, 오스본의 불안정한 행동에 케이티는 집 열쇠를 바꾸고 해리를 집으로 불러들인다. 해리는 여러 여자와 바람을 피우는 인물로, 데이팅 앱에서 만난 린다와도 관계를 맺는다.
린다는 러시아에 더 많은 파일을 주겠다고 거짓 약속하고, 채드는 오스본의 집에서 파일을 훔치려다 해리에게 발각되어 총에 맞아 죽는다. 해리는 채드의 신원이 불분명한 점을 들어 그를 정부 요원으로 추측한다. CIA에서는 러시아 대사관에 정보가 넘어간 것을 알게 되지만, 그 정보가 가치가 없고 범행 동기도 불분명해 당황한다. 내부 경쟁 때문에 FBI 개입을 피하고자 CIA는 채드의 죽음을 은폐하기로 한다.
해리는 자신의 아내가 고용한 이혼 전문 변호사에게 미행당하고 있음을 깨닫고 우울해한다. 채드가 사라진 것에 괴로워하는 린다는 해리에게 도움을 요청하고, 해리는 자신이 죽인 사람이 채드라는 사실을 모른 채 그를 찾는 데 동의한다. 린다는 러시아가 채드를 납치했다고 믿고 대사관에 돌아가지만, 그들은 CD 내용이 쓸모없다고 말한다. 이에 린다는 헬스클럽 매니저 테드의 도움을 받아 다시 오스본의 집에 침입해 파일을 찾으려 한다.
해리와 린다는 공원에서 만나고, 린다는 채드가 사라지기 전 갔던 주소를 말한다. 해리는 그곳에서 자신이 채드를 죽였다는 것을 깨닫고 린다를 스파이로 오해해 도망친다. 오스본은 집에서 개인 물건을 찾으려다 지하에서 테드를 발견하고, 총으로 쏜 후 밖으로 쫓아가 도끼로 죽인다.
CIA 본부에서는 오스본의 사건을 보고받는다. 오스본의 공격을 목격한 CIA 요원이 개입하여 오스본을 혼수상태에 빠뜨린다. 해리는 미국과 범죄인 인도 조약이 없는 베네수엘라로 도망치려다 붙잡히지만, 사건을 처리하는 것보다 그를 그냥 보내주는 것이 낫다는 판단에 따라 석방된다. 린다는 플라스틱 수술 비용을 받는 조건으로 사건에 대해 침묵하기로 한다. 사건의 전말에 어이없어 하던 CIA 국장은 린에게 돈을 지불하고 사건을 종결시킨다.

## 배역
- 조지 클루니 - 해리 파러
- 프랜시스 맥도먼드 - 린다 지츠키
- 존 말코비치 - 오스본 콕스
- 틸다 스윈턴 - 케이티 콕스
- 브래드 피트 - 채드 펠드하이머
- 리처드 젱킨스 - 테드 트레펀
- J. K. 시먼스 - CIA 상관
- 엘리자베스 마블 - 샌드라 "샌디" 파러
- 데이비드 라셰 - 팔머 스미스
- 제프리 더먼 - 성형외과 의사
- 케빈 서스먼 - 감시원
- 알렉산데르 크루파 - 크라포트킨